# Assedio di Medvėgalis
L'assedio di Medvėgalis fu una breve operazione militare avvenuta nel febbraio del 1329 presso il forte Medvėgalis, una fortezza di collina lituana in Samogizia, per opera dell'ordine teutonico affiancato da altre truppe crociate, tra cui quelle guidate dal re Giovanni I di Boemia. I circa 18 000 cristiani espugnarono quattro fortezze lituane e tra esse Medvėgalis. La fortezza si arrese e ben 6 000 abitanti furono battezzati secondo il rito cattolico. La campagna, durata poco più di una settimana, fu interrotta da un attacco polacco alla Prussia nella guerra polacco-teutonica (1326-1332). Non appena l'esercito teutonico tornò in Prussia, i lituani riabbracciarono il credo pagano.

## Contesto storico

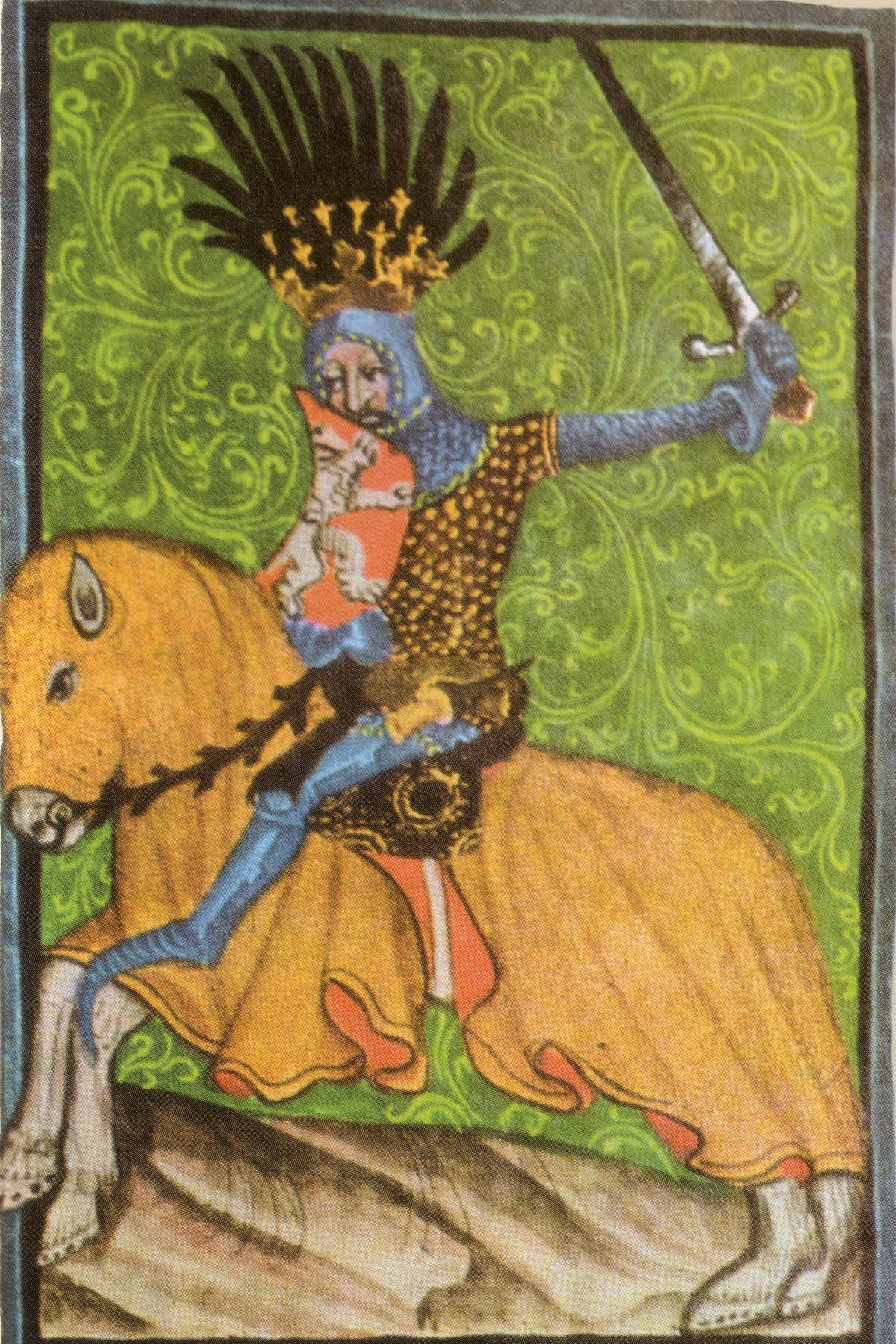
Ritratto su cavallo di Giovanni I di Boemia

Medvėgalis era una delle fortezze lituane meglio difese e più importanti della Samogizia. Menzionata per la prima volta in fonti scritte nel 1316, nel corso della sua storia fu attaccata circa 20 volte dai cavalieri teutonici.
Dopo la vittoriosa battaglia di Medininkai nel 1320, il Granducato stipulò una tregua con i cavalieri: le incursioni ripresero in Lituania nel 1328. Il 1º gennaio 1329, re Giovanni I di Boemia giunse a Toruń con l'intenzione di partecipare alla crociata contro la Lituania. Nel 1325 aveva promesso a Papa Giovanni XXII di prenderne parte, dopo aver ricevuto il consenso a riscuotere l'imposta dovuta al pontefice per finanziare la crociata per tre anni. Egli portò con sé molti nobili, tra cui Gualtieri VI di Brienne, e Boleslao III il Prodigo con i suoi fratelli, e soldati provenienti dalla Slesia, dalla Germania e dall'Inghilterra. Il re fu anche accompagnato dal poeta Guillaume de Machaut in modo che le vicende potessero essere commemorate in poesie e canzoni (la campagna fu descritta nel Confort d'ami scritto nel 1357). Secondo Pietro di Duisburg, l'esercito teutonico che marciava verso il castello di Medvėgalis contava 350 cavalieri e soldati di 18 000 fanti. Le ambizioni crociate erano alte, volendosi ottenere un passo importante nella conquista della Lituania: il paragone più citato della spedizione a quell'epoca era fatto con la campagna di re Ottocaro II di Boemia del 1255 che portò alla conquista dei sambiani.

## Campagna
Secondo Jean d'Outremeuse, l'avanguardia dell'esercito teutonico eseguì la prima mossa appropriandosi del bestiame della fortezza di collina di Gelindėnai nell'odierno comune distrettuale di Plungė, forse nel tentativo di provocare una battaglia campale. I lituani, guidati da Margiris, inseguirono i ladri e ne nacque una schermaglia di piccole proporzioni. Tuttavia, presto gli uomini più avanzati furono raggiunti dal contingente principale dei tedeschi e i lituani vennero sbaragliati. Avendo riconosciuto re Giovanni e sapendo della sua passione nel partecipare ai tornei, Margiris lo sfidò a duello. Il re fu d'accordo e i due si incontrarono la mattina dopo. Tuttavia, gli uomini di Margiris tentarono di interferire, cosa strettamente vietata dalle regole di cavalleria. Margiris si arrese a Giovanni e promise di pagare un riscatto, poi pagato con monete rubate durante l'incursione del 1326 nel Brandeburgo.
Il 1º febbraio, l'esercito teutonico circondò Medvėgalis. Dopo che la fortezza di legno prese fuoco, Medvėgalis fu catturato assieme ai difensori. Il cronista Wigand di Marburgo riferisce che il gran maestro Werner von Orseln intendeva ucciderli tutti o quanto meno reinsediarli in Prussia, mentre invece Giovanni di Boemia insistette affinché i prigionieri fossero battezzati e gli fosse permesso di rimanere a Medvėgalis. Circa 6 000 uomini, donne e bambini lituani furono convertiti al cattolicesimo. Secondo Machaut, i teutonici catturarono anche altre quattro fortezze: Šiauduva (l'ubicazione è incerta), il castello di Gediminas (situato a Kvėdarna), Gegužė e Aukaimis (nel testo riportate come: Xedeytain, Gedemine, Geguse, Aukaham).

## Conseguenze
Allo stesso tempo il re Ladislao I di Polonia, alleato del granduca di Lituania Gediminas, approfittò del fatto che il grosso dei teutonici era in Lituania e attaccò la terra di Chełmno (Kulmerland). I piani per un'ulteriore campagna militare in Samogizia dovettero essere rimandati e l'esercito teutonico ritornò verso ovest per affrontare la guerra con la Polonia. L'intera campagna in Lituania era durata poco più di una settimana. Una volta distaccatasi la forza principale, i lituani si ribellarono, riconquistarono la fortezza e riabbracciaronole loro credenze pagane. Giovanni I si diresse anch'egli verso la Prussia, per poi partecipare di nuovo in futuro per due volte alle campagne contro la Lituania avvenute nel 1337 e nel 1345.
L'assedio è stato ricostruito in maniera romanzata dallo scrittore lituano Antanas Vienuolis nel 1956.